# Climocella segregata
Climocella segregata är en snäckart som först beskrevs av Suter 1894.  Climocella segregata ingår i släktet Climocella och familjen Charopidae. Inga underarter finns listade i Catalogue of Life.